# DNSAP-Møde
|  | Denne artikel er oprettet af botten Steenthbot ud fra en ekstern database. Den kan derfor have sproglige fejl eller mangler. Denne skabelon kan fjernes efter kontrol af indholdet. |

DNSAP-Møde er en dansk dokumentarisk optagelse fra 1940.

## Handling
Amatøroptagelser af DNSAP's optog forskellige steder, bl.a. gennem Roskilde og København. Partiets 'Appel' afholdes i Forum 17. november 1940.